# Perclorat
Els perclorats són sals derivades de l'àcid perclòric (HClO₄). La notació química per l'ió perclorat és ClO₄-. L'ió té una massa molecular de 99,45 uma. Un perclorat (compost) és un compost que conté aquest grup, amb el clor en estat d'oxidació +7. Es produeixen de manera natural i a través de la fabricació. S'han utilitzat com a medicament durant més de 50 anys per tractar els trastorns de la glàndula tiroide. Són molt utilitzades en la indústria pirotècnica, i el perclorat d'amoni és també un component de coets de combustible sòlid. Perclorat de liti, que es descompon per donar oxigen de manera exotèrmica, s'utilitza en generadors d'oxigen químics en les naus espacials, submarins i en altres situacions «esotèriques» on es necessita una reserva fiable, o el subministrament d'oxigen suplementari. La majoria de les sals de perclorat són solubles en aigua.